# Àlex Llorca i Castillo
Àlex Llorca (Esplugues de Llobregat, Baix Llobregat 26 de gener de 1989) és un jugador de bàsquet català que juga a la posició d'escorta.